# Alabama-Küstenmaus
Die Alabama-Küstenmaus  (Peromyscus polionotus ammobates), auch bekannt als Alabama-Weißfußmaus, ist eine Unterart der Küstenmaus (Peromyscus polionotus), die nur im Küstenbereich des US-Bundesstaates Alabama lebt. Die Art ist vom Aussterben bedroht.

## Merkmale und Lebensweise
Die Alabama-Küstenmaus lebt ausschließlich in den Sanddünengebieten an der Meeresküste. Die hell gefärbten Mäuse graben und nisten in den Dünen und kommen vor allem nachts an die Oberfläche. Die Tiere ernähren sich vor allem von Pflanzensamen und kleinen Insekten. Dabei halten sie sich bevorzugt in Bereichen auf, die mit Uniola paniculata, Strandhafer (Ammophila breviligulata) oder anderen Gräsern und Pflanzen bewachsen sind. Innerhalb der Sanddüne sind die Tiere bei Überflutung durch die Bildung von luftgefüllten Kammern im Normalfall gut geschützt.

## Ökologische Bedeutung
Küstenmäuse werden als wichtiger Teil  des Ökosystems des Dünenstrandes angesehen. Als Indikatoren weisen wachsende Küstenmauspopulationen auf ein gesundes Ökosystem hin. Durch den Eintrag von Pflanzensamen in ihre Vorratsklammern fördern die Tiere zudem die Vegetation der Dünen, da Samen, die nicht gefressen werden, auskeimen und so die Dünen stabilisieren. Als Teil der Nahrungskette dienen Küstenmäuse zudem größeren Prädatoren wie Schlangen oder Greifvögeln als Beutetiere.

## Rückgang und Gefährdung
Das ursprüngliche Verbreitungsgebiet der Maus umfasste einen großen Teil der Halbinsel um Fort Morgan und reichte von der Ono Island bis zum Fort. Durch die Besiedlung der Küste und das Wachstum dieser Besiedlungsflächen sowie den Bau von Straßen wurde das Verbreitungsgebiet der Tiere stark fragmentiert und verkleinert. Durch Hurrikans, tropische Stürme und die Dünenzerstörung durch Besucher wurde der Lebensraum weiter reduziert. Ein weiterer Rückgang ist der Bejagung durch wilde und domestizierte Katzen sowie der starken Konkurrenz durch andere Nager im gleichen Verbreitungsgebiet anzurechnen.
Die Alabama-Küstenmaus wird entsprechend ihrem Rückgang als gefährdet eingestuft und ist geschützt. Als eines der wichtigsten Schutzgebiete gilt dabei das Bon Secour National Wildlife Refuge in Baldwin County, Alabama.